# Мелле (Германия)
Мелле (нем. Melle) — город в Германии, в земле Нижняя Саксония.
Входит в состав района Оснабрюк. Население составляет 46 141 человек (на 31 декабря 2010 года). Занимает площадь 254 км². Официальный код — 03 4 59 024.
Город подразделяется на 8 городских районов.
| Год  | Население |
| ---- | --------- |
| 1990 | 40 870    |
| 1995 | 43 489    |
| 2000 | 45 189    |
| 2005 | 46 417    |
| 2010 | 46 352    |

## Города-побратимы
- Торжок (Россия);

- Гент (Бельгия);

- Екабпилс (Латвия).